# 穆迪教堂

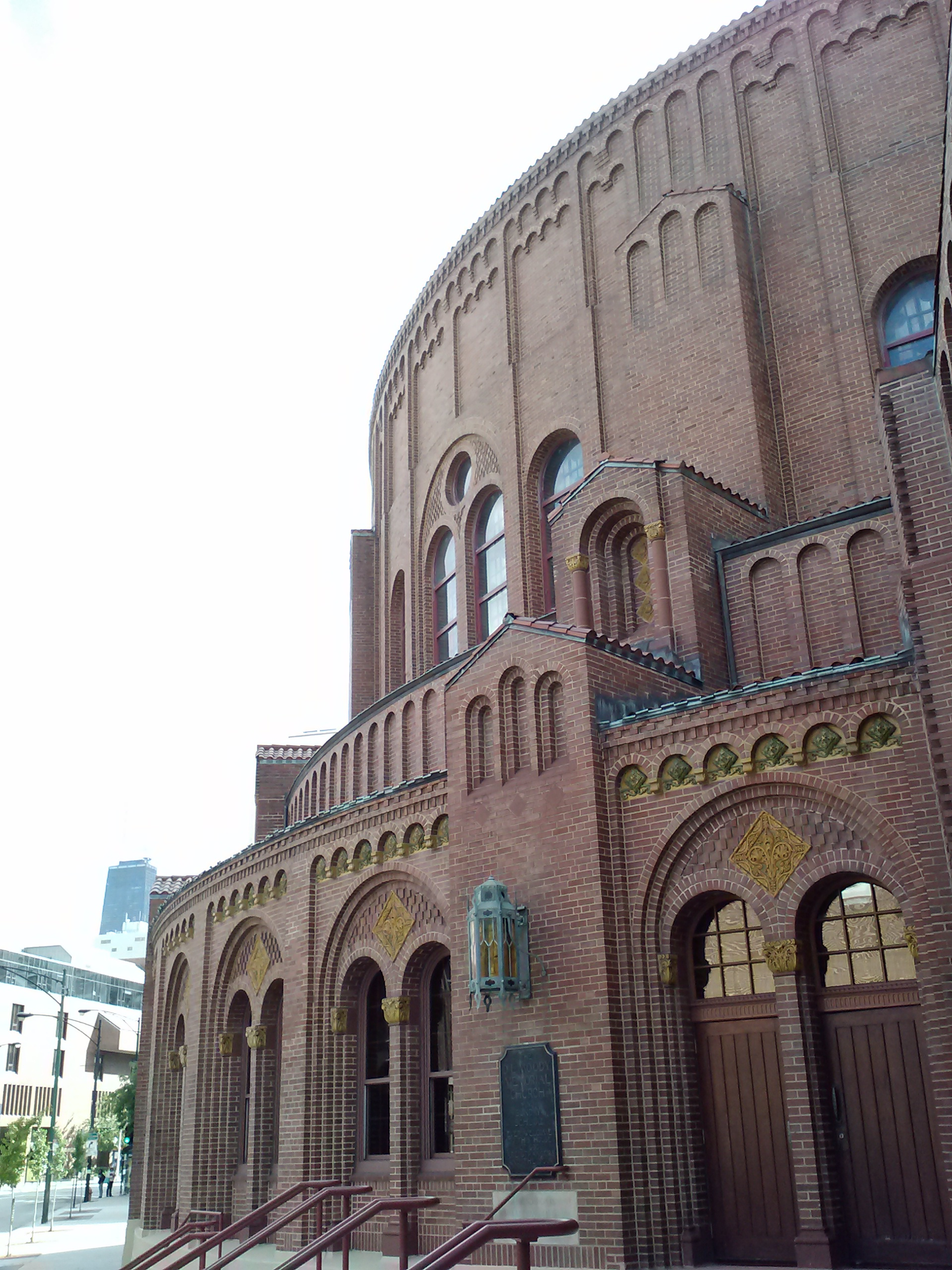
穆迪教堂外观

穆迪教堂（Moody Church）是美国芝加哥一座古老的非宗派的更正教教堂，砖砌立面，位于林肯公园街区的北大道（North Avenue）、North Clark 和 La Salle 街的街角。教堂始建于1924年，完成于一年后，1925年11月8日举行献堂仪式。穆迪教堂结合了罗曼式建筑和拜占庭建筑的特征，是美国最大的罗曼式教堂之一。在视觉上，介于19世纪末20世纪初传统的天主教主教座堂和典型的更正教教堂之间。
这座教堂仍是芝加哥最大的无柱会堂，有3,740个固定座位，大厅有2,270个座位，楼座有1,470个座位。